# Coiras
Coiras (llamada oficialmente San Xoán de Coiras) es una parroquia y un lugar del municipio español de Piñor, en la provincia de Orense, Galicia.

## Toponimia
La parroquia también es conocida por el nombre de San Juan de Oiras.

## Organización territorial
La parroquia está formada por trece entidades de población:
- Alén
- A Pallota
- Cales
- Carballediña
- Casmoniño
- Coiras
- Fontao
- Outeiro (O Outeiro)
- Pazo (O Pazo)
- Portela, que abarca los lugares de:
  - Portela de Baixo
  - Portela de Riba
- Sestos

## Demografía

### Parroquia
| Gráfica de evolución demográfica de Coiras (parroquia) entre 2000 y 2023 |
|                                                                          |
| Datos según el nomenclátor publicado por el INE.                         |

### Lugar
| Gráfica de evolución demográfica de Coiras (lugar) entre 2000 y 2023 |
|                                                                      |
| Datos según el nomenclátor publicado por el INE.                     |